# David Dencik
David Dencik, nome completo Karl David Sebastian Dencik (Stoccolma, 31 ottobre 1974), è un attore svedese.

## Biografia
David Dencik nasce nel 1974, si è diplomato all'Accademia d'Arte drammatica di Stoccolma nel 2003, ha fatto anche parte del Dramaten, il teatro nazionale svedese. Dopo il diploma ha lavorato in diverse serie televisive e in numerosi film soprattutto danesi, tra i quali A Soap (2006) e Il candidato (2008). Nel 2010 interpreta Jimmy nel film Fratellanza - Brotherhood, diretto da Nicolo Donato.

## Filmografia parziale

### Cinema
- Reconstruction, regia di Christoffer Boe (2003)
- A Soap (En soap), regia di Pernille Fischer Christensen (2006)
- Uden for kærligheden, regia di Daniel Espinosa (2007)
- La saga del giovane Erik Nietzsche (De unge år: Erik Nietzsche sagaen del 1), regia di Jacob Thuesen (2007)
- Daisy Diamond, regia di Simon Staho (2007)
- Il candidato (The Candidate), regia di Michael Ritchie (2008)
- Uomini che odiano le donne (Män som hatar kvinnor), regia di Niels Arden Oplev (2009)
- Fratellanza - Brotherhood (Broderskab), regia di Nicolo Donato (2010)
- La talpa (Tinker, Tailor, Soldier, Spy), regia di Tomas Alfredson (2011)
- War Horse, regia di Steven Spielberg (2011)
- Millennium - Uomini che odiano le donne (The Girl with the Dragon Tattoo), regia di David Fincher (2011)
- Call Girl, regia di Mikael Marcimain (2012)
- Royal Affair (En kongelig affære), regia di Nikolaj Arcel (2012)
- The Homesman, regia di Tommy Lee Jones (2014)
- Una folle passione (Serena), regia di Susanne Bier (2014)
- Gentlemen, regia di Mikael Marcimain (2014)
- Il caso Freddy Heineken (Kidnapping Mr. Heineken), regia di Daniel Alfredson (2015)
- Regression, regia di Alejandro Amenábar (2015)
- L'uomo di neve (The Snowman), regia di Tomas Alfredson (2017)
- Voglia di gentilezza (The Kindness of Strangers), regia di Lone Scherfig (2019)
- Waiting for the Barbarians, regia di Ciro Guerra (2019)
- No Time to Die, regia di Cary Fukunaga (2021)
- Granchio nero (Svart krabba), regia di Adam Berg (2022)

### Televisione
- Ørnen – serie TV, episodio 2x03 (2005)
- Livvagterne – serie TV, episodi 1x07-1x08 (2009)
- I Borgia (The Borgias) – serie TV, episodi 3x01-3x02 (2013)
- The Last Panthers – serie TV, 4 episodi (2015)
- Top of the Lake - Il mistero del lago (Top of the Lake) – serie TV, 6 episodi (2017)
- Genius – serie TV, episodi 1x08-1x09-1x10 (2017)
- McMafia – serie TV, episodi 1x01-1x05 (2018)
- Quicksand (Störst av allt) – serie TV, 6 episodi (2019)
- Chernobyl – miniserie TV, puntate 02-03 (2019)
- L'uomo delle castagne (Kastanjemanden) – serie TV, 6 episodi (2021)
- Harry Palmer - Il caso Ipcress (The Ipcress File), regia di James Watkins – miniserie TV(2022)

## Doppiatori italiani
Nelle versioni in italiano delle opere in cui ha recitato, David Dencik è stato doppiato da:
- Christian Iansante in Regression, Fratellanza - Brotherhood
- Andrea Lopez in Millennium - Uomini che odiano le donne
- Gaetano Varcasia ne La talpa
- Roberto Pedicini in Una folle passione
- Marco Mete in Royal Affair
- Raffaele Palmieri ne L'uomo di neve
- Francesco Prando in Chernobyl
- Dimitri Winter in The Absent One - Battuta di caccia
- Edoardo Nordio in Waiting for the Barbarians
- Stefano Brusa in No Time to Die
- Stefano Benassi in Harry Palmer - Il caso Ipcress
- Daniele Raffaeli in L'uomo delle castagne